# Memet-Raim Memet-Ali
Memet-Raim Memet-Ali (uigurisch مەمەت-راىم مەمەت-الى, chinesisch 麦麦提热依木·麦麦提艾力, * 1. September 2000) ist ein chinesischer Fußballspieler uigurischer Abstammung.

## Karriere
Memet-Ali begann seine Karriere in der Jugendverein von Changchun Yatai. 2020 wurde er in die erste Mannschaft von Changchun Yatai befördert. Sein Debüt für die Profimannschaft gab er am 26. November 2020 im chinesischen FA Cup gegen Shanghai Port FC. In diesem Spiel erzielte er das vierte Tor beim 4:0-Sieg seines Teams.
Bis Ende 2022 hatte Memet-Ali derzeit fünf Einsätze absolviert und dabei ein Tor erzielt.